# Closteropus
Closteropus is een kevergeslacht uit de familie van de boktorren (Cerambycidae). De wetenschappelijke naam van het geslacht werd voor het eerst geldig gepubliceerd in 1844 door Guérin-Méneville.

## Soorten
Closteropus omvat de volgende soorten:
- Closteropus argentatus Bates, 1879
- Closteropus blandus Guérin-Méneville, 1844
- Closteropus herteli Tippmann, 1960
- Closteropus speciosus (Klug, 1825)